# Самерхил
| Основана     | 1921                                                  |
| Оснивач      | Александар Сатерленд Нил (Alexander Sutherland Neill) |
| Веб страница | http://www.summerhillschool.co.uk/                    |

Самерхил (енгл. Summerhill) је неконвенционална школа коју је 1921. у Хелерау близу Дрездена основао шкотски педагог Александар Сатерленд Нил (Alexander Sutherland Neill). Данас се школа налази у Лејстону, Сафок, Енглеска. У тој школи деца имају другачија права и одговорности него у традиционалним школама.
Деца која похађају Самерхил нису обавезна да долазе на наставу ако то не желе. Сами одлучују да ли ће радити у школским радионицама, играти се, читати, или ленчарити. Учитељи им не намећу своје ставове а Нил каже да је једино што је за децу у будућности битно да буду срећна, а нипошто да испуњавају родитељска и друштвена очекивања.
Нил је у Самерхил често примао проблематичну децу у чијем је васпитању користио неконвенционалне методе као што су награђивање детета кад би ово нешто украло, допуштање уништавања школске имовине, допуштање да дете годинама уопште не присуствује ни једном часу и друге, због чега су га неки стручњаци критиковали иако су код преваспитавања такве деце ти методи често били ефикасни.
Нил сам признаје своје неуспехе с неком децом која би у школу долазила старија и с доста проблема накупљених током одрастања. Зато се Нил оријентисао на пријем млађе деце на коју друштво још није имало прилике „неповољно“ утицати.
После Нилове смрти 1973. године, школу је до 1985. године водила његова супруга Ена, а од тада је води њихова ћерка Зое Нил Редхед (Zoë Neill Readhead).

## Главне карактеристике Самерхила
Нилове идеје о школи су између осталог засноване на његовом узору Хомеру Лејну (Homer Lane). Нил је поставио три главне карактеристике Самерхила:
- "Self-government", што је Камп (Johannes-Martin Kamp) превео као ученичко самоуправљање[5]

Постојала је школска заједница у којој су деца и наставно особље равноправно регулисали важна питања рада школе
- Добровољни долазак на наставу
- Радионице за ученике

Тиме је деци дато много слободе, али ипак нису били ослобођени правила. Важио је принцип слободно васпитање а не без васпитања, како је 1960.-тих година, за време студентског покрета у Немачкој погрешно интерпретирано. Појам васпитање без ауторитета, који је између осталог употребљен у немачком наслову једне од његових књига, сам А. С. Нил није никада користио. Нил своју педагошку праксу означава као саморегулативно васпитање.
Нил је хтео да деци омогући да живе сопствени живот, а не оно што им прописују ауторитети као родитељи или васпитачи.

## Добровољна настава
Насупрот традиционалним школама ученицима у Самерхилу је на првом месту слобода ученика. Учествовање на настави у Самерхилу је добровољно. Нил је полазио од тога да деца желе да уче и да су онда марљива. Пошто само заинтересовани ученици учествују у настави она је ефектнија. Атмосфера учења је пријатнија. У немачком преводу "Самерхил-деци вратити њихово детињство" од Метјуа Аплетона (Matthew Appleton) та форма учења је означена као саморегулативно учење.
Ученици који долазе из неке традиционалне школе у прво време најчешће користе могућност да не морају да иду на наставу. Може да потраје више месеци док се та фаза не превазиђе, зависно од квантитета и квалитета претходних негативних искустава.
Не постоји стриктна подела на разреде према старости ученика. Постоји група за ученике до 10 година, једна за ученике 10-12 година као и тематски курсеви за старије ученике.

## Правила и обавезе у Самерхилу
Иако ученици у Самерхилу имају велике слободе, ипак се код Самерхила не ради о школи без правила. Постоји преко 200 правила. Та правила ипак одређује и укида пленарна седница школе, у којој, јасно је, ученици имају већину. Изузетак су само правила која морају да се донесу на основу законских прописа, на пр. коришћење базена за пливање, пењање на кров. Осим тога не постоје правила која не доносе или укидају сами ученици. Тиме је загарантовано да приликом постављања правила васпитачи немају већа права од ученика.

## Одржавање реда
Да би се обезбедио прописан школски дан постоји у Самерхилу једна врста поделе власти на демократским основама. При томе постоје четири органа: одбор, особе омбудсмана, трибунал и генерална седница.

### Генерална седница
Код генералне седнице ради се о одбору законодавне власти. Тамо се сваке суботе одређују правила за Самерхил. Сваки ученик има један глас и све одлуке се доносе по кључу већине. Пошто ученици чине већину, они могу да надгласају васпитаче.
Само у областима здравства, безбедности и управе право одлучивања има једино дирекција, као на пр. код запошљавања новог наставника или код одлучивања о школском новцу. И стриктну забрану алкохола за све ученике ученици не могу да промене.

### Трибунал
Трибунал је одбор са законском власти и одржава се сваког петка уз учешће све деце и васпитача. Под председавањем једног неутралног добровољца из тог круга дискутује се о проблемима. При томе се не обрађују само проблеми између ученика, већ и проблеми између ученика и наставника. Наставници могу код повреда правила да буду доведени пред трибунал као и ученици.
О консеквенцама се на крају одлучује одлуком већине. При томе сваки учесник има један глас. И овде дакле ученици могу да надгласају наставнике. Типичне казне трибунала су прање посуђа или испомоћ у позоришту.

### Омбудсман
За свакодневне проблеме као на пр. туче, надлежни су омбудсмани. То су ученици који се бирају за период од 14 дана и врше дужност чувара реда или изабраног судије. Ако се починилац не сагласи с одлуком омбудсмана, он може проблем да изнесе трибуналу.

### Надзирање спавања
Старији ученици врше надзирање спавања. Они ноћу контролишу спаваонице и пазе на то да су ученици у прописано време у својим собама, односно да гасе светло. Они могу да пошаљу ученике у кревет, а да се исти не могу томе супроставити. Али постоји могућност да се поднесе жалба трибуналу.
Правила о ноћном миру доносе сама деца. Понекад се ова правила и укидају, тако да свако сме да не иде у кревет докле жели. Наравно, они који се тада осећају узнемиравани, могу на седници поново да предложе правила која важе онда, ако их донесе већина.

### У пракси
Ниједна од представљених функција, као председавање седницом или трибуналом, ни у ком облику није плаћена или повезана са привилегијама. Сваки ученик и наставник има могућност да поднесе жалбу против учесника трибунала или седнице или да замоли отпуштање из службе. Тиме је загарантовано да службеници не могу бити злоупотребљени.
У годинама од 1921. показало се да у Самерхилу постоје разне фазе. Догађа се да се на седницама у току једне или две године стално доносе нова правила, што представља ауторитативну фазу. После неколико година, то је ученицима превише ауторитативно и онда се укидају скоро сва правила. То је онда анархистичка фаза. Старији ученици су у тој фази у стању да се добро понашају. Млађи ученици, међутим, често још не знају границе у међусобним односима и ускоро поново захтевају правила. Тако се постепено поново одређују нова правила и Самерхил поново постаје ауторитативан.

## Проблематични ученици/ученице
Када се неки ученик понаша тако да узнемирава друге, често се такво понашање не сматра негативним него се за таквог ученика проглашава дан пажње. Тог дана су сви у Самерхилу позвани да се нарочито брину о том ученику и да му што боље помогну.
Заједница регулише настале проблеме. Она је веома сензибилна и налази добра решења, на пр. ономе ко незаконито користи бицикл, поклони бицикл.
Има, међутим, и ретких случајева у којима се деца Самерхила, односно њихови родитељи стављају пред одлуку, или да се прикључе заједници или да је напусте.

## Судски процес 2000. године
Године 1999. Самерхилу је запрећено затварањем од стране школских власти, између осталог због добровољне наставе. Судски процес је пред Независним школским трибуналом, у марту 2000. године изненађујуће завршен у корист школе. Суд је утврдио да се учење не мора увек нужно постизати на часовима наставе и одредио да се престане са неуобичајено честим инспекцијама школе.